# Godorf
Der Stadtteil Godorf liegt im Süden der Stadt Köln. Politisch gehört er dem Stadtbezirk Rodenkirchen an.

## Lage
Godorf grenzt im Osten an den Rhein und Köln-Sürth, im Süden an Wesseling, im Westen befindet sich Immendorf und im Norden Hahnwald.

## Geschichte

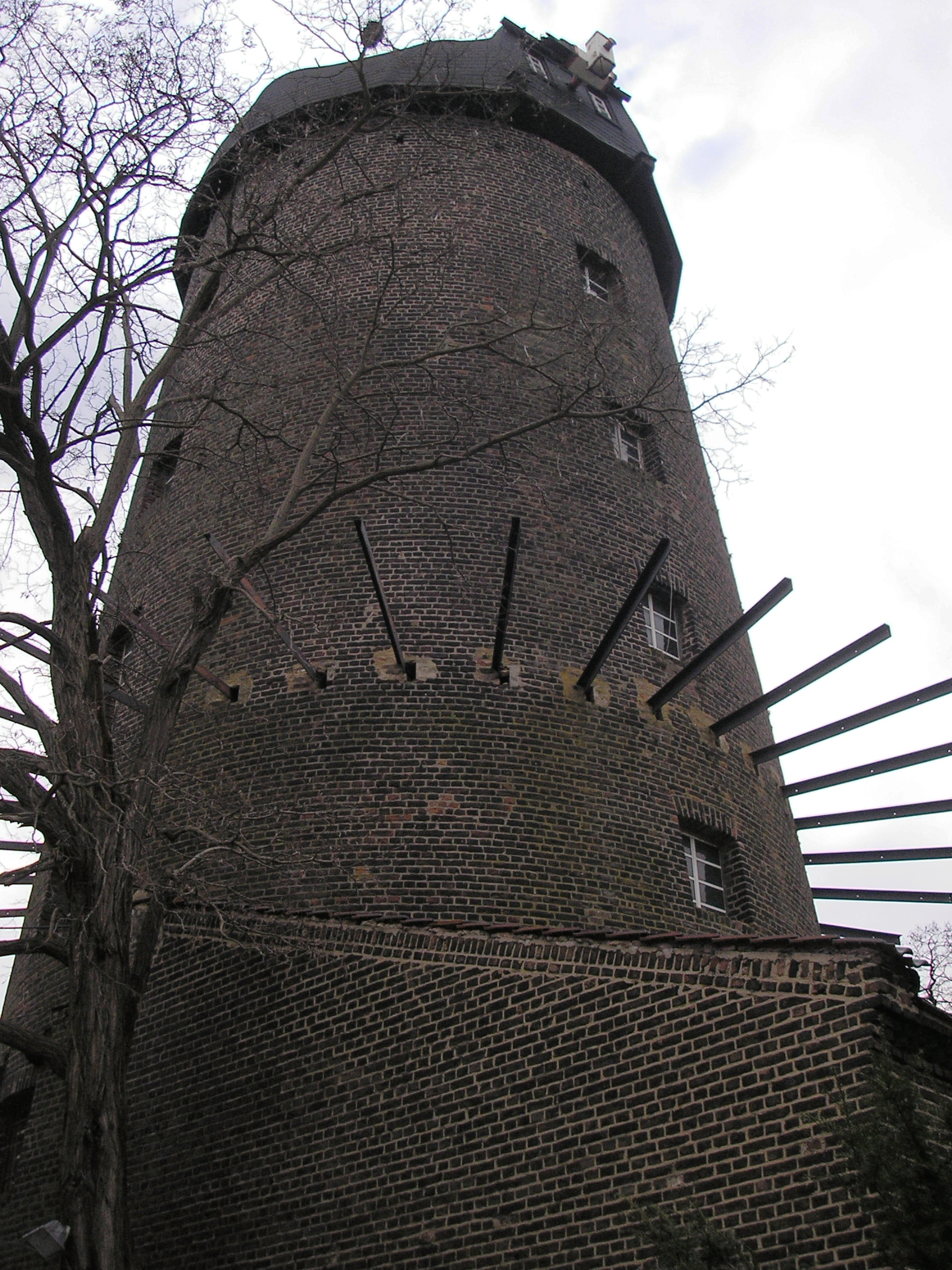
Godorfer Mühle

Die erste historische Erwähnung als Gudegedorp entstammt dem Jahr 1173, aber archäologische Funde weisen auf eine Besiedlung in der römischen und der fränkischen Zeit hin.
Eine erste Mühle ist seit 1197 urkundlich nachweisbar. Im Jahr 1735 wurde von einem Brühler Müller eine Mühle errichtet; der im Jahr 1849 errichtete Nachfolgebau, die Godorfer Mühle, war eine Holländerwindmühle mit rundlaufender Galerie. Sie gilt heute als das Wahrzeichen des Stadtteils. Seit 1988 findet eine Wiederherstellung des Godorfer Wahrzeichens auf Initiative der Familie Schmitz statt. Der neben der Mühle liegende Hof stammt aus dem 19. Jahrhundert.
Politisch gehörte Godorf seit dem Mittelalter zum Amt Brühl im Kurfürstentum Köln. 1794 besetzten Französische Revolutionstruppen den Ort und Godorf wurde nun ein Teil der Mairie Rondorf im Kanton Brühl. Seit 1816 gehörte Godorf zur Bürgermeisterei Rondorf beziehungsweise Rodenkirchen. Die Eingemeindung nach Köln erfolgte im Jahr 1975.

## Bevölkerungsstatistik
Struktur der Bevölkerung von Köln-Godorf (2021):
- Durchschnittsalter der Bevölkerung: 41,2 Jahre (Kölner Durchschnitt: 42,3 Jahre)
- Ausländeranteil: 28,9 % (Kölner Durchschnitt: 19,3 %)
- Arbeitslosenquote: 9,3 % (Kölner Durchschnitt: 8,6 %)

## Industrie und Infrastruktur

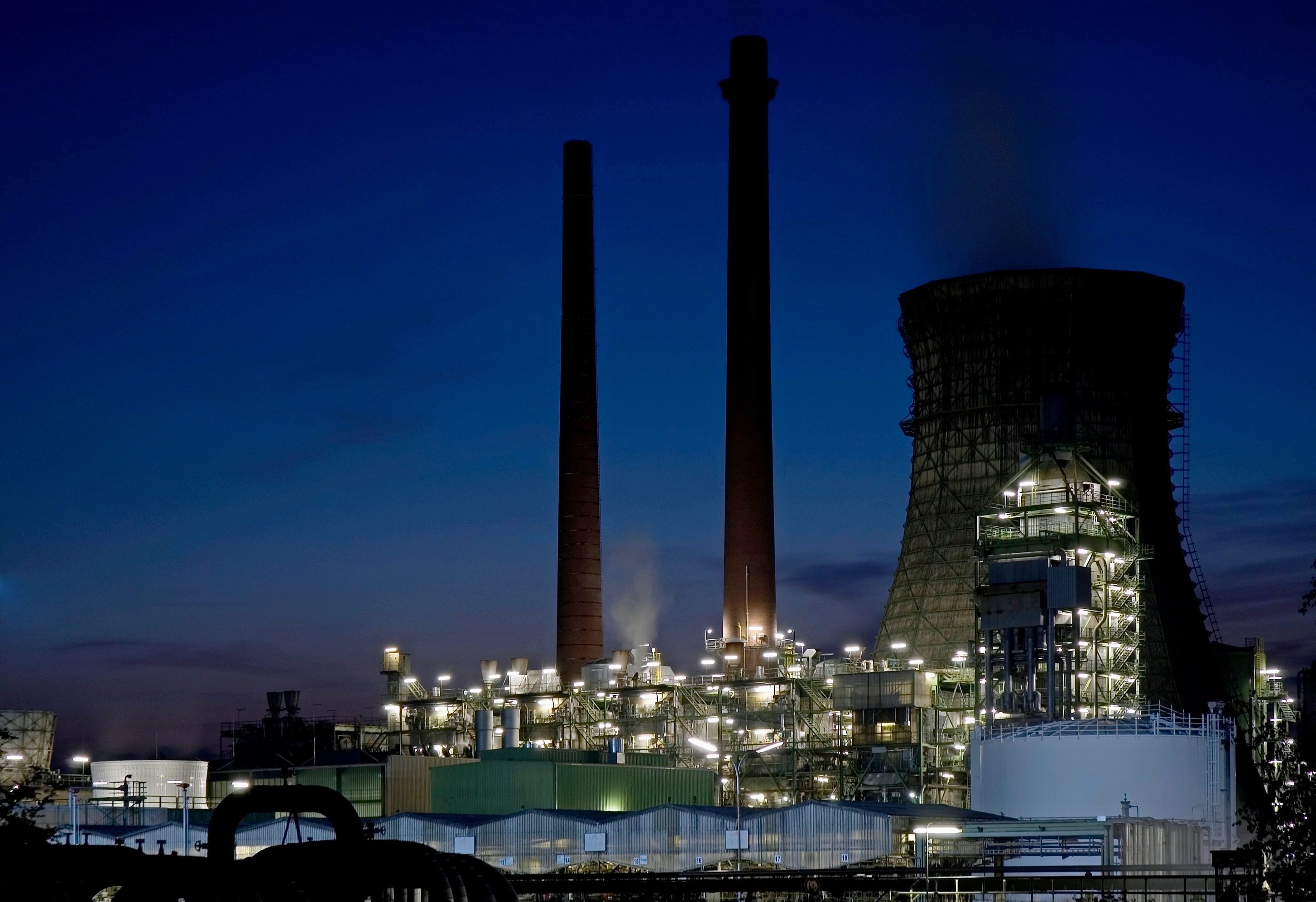
Die Raffinerien der deutschen Shell in Godorf bei Nacht

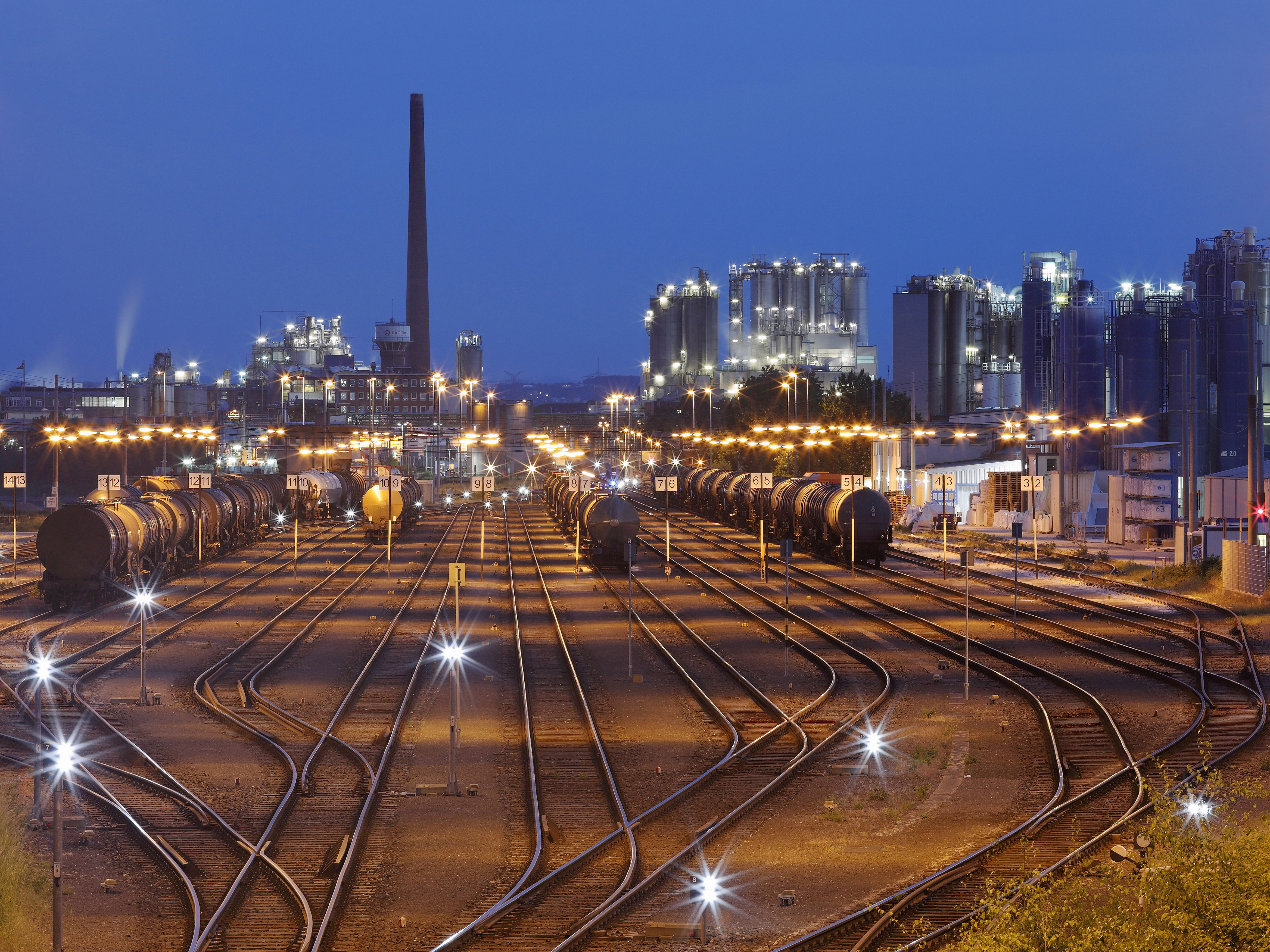
Der Güterbahnhof Godorf bei Nacht

Im Stadtteilgebiet befinden sich Industrie (u. a. Petrochemie) wie auch einige Fachwerkhäuser und – im Westen des Stadtteils – ein- und zweigeschossige Wohnhäuser der Nachkriegszeit.
Zu Godorf gehört der Godorfer Hafen. Er war 1967 der größte Umschlagplatz für Braunkohle in Europa. In der Nähe des Godorfer Hafens entstanden mehrere Raffinerien.

## Medien
In Godorf ist die Kfz-Werkstatt von Hans-Jürgen Faul, einer der Drehorte der VOX-Sendereihe und YouTube-Kanals „Die Autodoktoren“.